# آندریا هیز
آندریا هیز (به انگلیسی: Andrea Hayes) (زادهٔ ۱۲ ژانویهٔ ۱۹۶۹) شناگر اهل ایالات متحده آمریکا است.